# Leggadina forresti
Leggadina forresti е вид бозайник от семейство Мишкови (Muridae).

## Разпространение
Видът е разпространен в Австралия.